# Harez Habib
Harez Arian Habib (ur. 12 lutego 1982 w Kabulu) – piłkarz afgański grający na pozycji środkowego pomocnika w klubie BC Sport Kassel. Posiada także obywatelstwo niemieckie.
Urodził się w Kabulu, ale wychował się w Niemczech, dokąd przeprowadził się wraz z rodzicami w wieku trzech lat. Nie powrócił do ojczyzny z powodu obaw o swoje bezpieczeństwo.